# Prospero di Tarragona
Prospero (VII secolo – Camogli, 718) è stato un arcivescovo spagnolo.

## Biografia
Arcivescovo di Tarragona agli inizi dell'VIII secolo, Prospero dovette fuggire con alcuni discepoli nel 711 dalla Spagna a causa dell'invasione araba, portando con sé le reliquie di san Fruttuoso, primo vescovo della città iberica, e dei suoi diaconi Eulogio e Augurio, martirizzati nel 259.
Secondo la tradizione un angelo guidò i fuggiaschi fino a Camogli, in Liguria, dove, nei pressi del borgo, trovarono rifugio in un'insenatura; la grotta, nascosta dalla vegetazione e ricca d'acqua grazie ad una vicina sorgente, fu scelta quale dimora dal piccolo gruppo che vi edificò una piccola chiesa, i cui resti sarebbero stati individuati nella piccola località di Chiesa Vecchia, sulle alture del borgo ligure.
Prospero morì alcuni anni dopo proprio a Camogli, secondo la leggenda proprio nel luogo dove, nel XIX secolo, sarebbe stato edificato il grande monastero a lui dedicato.